# Polona
Polona je žensko osebno ime.

## Izvor imena
Ime Polona je skrajšana oblika imena ženskega imena Apolonija.

## Različice imena
Apolonija, Lona, Lonija, Lonja, Lonka, Polja, Poli, Polonca, Polonica, Polonija

## Pogostost imena
Po podatkih Statističnega urada Republike Slovenije je bilo na dan 31. decembra 2007 v Sloveniji število ženskih oseb z imenom Polona: 2.630. Med vsemi ženskimi imeni pa je ime Polona po pogostosti uporabe uvrščeno na 100. mesto.

## Osebni praznik
V koledarju je ime Polona uvrščeno k imenu Apolonija, god praznuje 9. februarja.

## Znane osebe
Polona Furlan, Polona Juh, Polona Glavan, Polona Vetrih, 
Polona Hercog